# Heteronotus nigrogiganteus
Heteronotus nigrogiganteus är en insektsart som beskrevs av Boulard 1980. Heteronotus nigrogiganteus ingår i släktet Heteronotus och familjen hornstritar. Inga underarter finns listade i Catalogue of Life.